# Anagalidae
Anagalidae — вимерла родина гризуноподібних ссавців. Представники відомі з відкладень палеоцену до олігоцену в Китаї та Монголії.

## Роди
Родина містить такі роди:
- †Anagale
- †Anagalopsis
- †Anaptogale
- †Chianshania
- †Diacronus
- †Eosigale
- †Hsiuannania
- †Huaiyangale
- †Interogale
- †Linnania
- †Qipania
- †Stenanagale
- †Wanogale
- †Zofiagale